# Tripadvisor
A Tripadvisor, Inc., korábban TripAdvisor (NASDAQ: TRIP) a világ legnagyobb utazással foglalkozó weboldala. Portfóliójában internetes utazási irodák, ár-összehasonlító weboldalak és mobil applikációk találhatók. Jelenleg a S&P 500 tőzsdeindexben szerepel a részvénye.
A Tripadvisor.com weboldal 40 országban üzemel 20 nyelven, és körülbelül 1 millió vélemény és kritika olvasható rajta, megközelítően 8 millió létesítményről (éttermek, szállodák, stb.) A cég további márkái: Bokun.io, Cruise Critic, FlipKey, TheFork, Holiday Lettings, Housetrip, Jetsetter, Singleplatform, Niumba, SeatGuru, Viator. Főhadiszállása a Massachusetts állambeli Needhamben található.
2023-as állás szerint bevételei 25 százalékát az Expedia Grouptól, a Booking Holdingstól és ezek leányvállalataitól szerezte.
A céget Stephen Kaufer, Langley Steinert, Nick Shanny és Thomas Palka alapították 2000 februárjában. Kaufer azután találta ki a céget, miután frusztrált lett a családi vakáció tervezése közben. 2000 szeptemberében 2 millió dollár tőkét kaptak. 2004-ben az IAC/InterActiveCorp felvásárolta a vállalatot.
2009 áprilisában elindult Kínában is. 2011 decemberében nyilvános részvénytársaság lett (tőzsdén jegyzett vállalat).
Az oldal több kritikát is kapott amiatt, hogy bárki írhat rajta névtelen kritikákat.